# Lijst van rampen in Schotland
Dit is een lijst met rampen op het grondgebied van Schotland. Deze lijst is een onderdeel van de Lijst van Britse rampen. In deze deellijst zijn alleen gebeurtenissen opgenomen waarbij vijf of meer doden zijn gevallen waarbij geen verwantschap tussen de doden bestond en gebeurtenissen waarbij er sprake is van een zeer groot effectgebied.

## Voor 1800
- 1588
  - 27 september – Vergaan van El Gran Grifón op de klippen van Fair Isle, een Spaans schip behorend tot de Spaanse Armada van 1588. Van de 277 opvarenden aan boord komen er circa 50 om het leven op dit eiland.
  - 5 november – De San Juan de Silicia vergaat op klippen van het eiland Mull, een van de Binnen-Hebriden. De 349 opvarenden komen op enkele na allemaal om het leven.
- 1653
  - 2 maart - Het VOC-schip Lastdrager vergaat nabij de Shetlandeilanden. Er zijn slechts 26 overlevenden.
- 1664
  - 20 december - Het VOC-schip Kennemerland vergaat bij de Shetlandeilanden. 3 van de in totaal 150 opvarenden weten deze ramp te overleven.
- 1690
  - 9 oktober – Vergaan van de HMS Dartmouth op de ruige westkust van Schotland. Hierbij verdrinken 126 opvarenden.
- 1711
  - 7 november - De pinas Liefde vergaat bij de Shetlandeilanden. Bij deze scheepsramp weet van de circa 300 opvarenden alleen de uitkijk in de fokkenmast te overleven.
- 1780
  - 17 september – Vergaan van het Russische pinkfregat Evstaffi. Van de 184 bemanningsleden komen er 179 om het leven.
- 1782
  - 13 januari – De Endeavour, een groot zeilschip op weg naar Danzig, vergaat op St Ninian's Isle, Bigton. 5 bemanningsleden worden gered, 9 verdrinken.
- 1786
  - 6 januari – De Deense Oost-Indiëvaarder Concordia vergaat in de Taing of Helliness, Cunningsburgh. Van de 52 opvarenden worden er 13 gered.
- 1788
  - 25 februari – In de mijn Campsie bij Benclough komen door een mijnongeluk 5 mensen om het leven.
  - 1 maart – De Groenlandvaarder Zeevaart vergaat bij Muckle Fladdicap op de Shetlandeilanden. Er worden 5 opvarenden gered, doch circa 50 opvarenden verdrinken.[1]
- 1791
  - In de mijn Lochlibo, Neilston verdrinken 7 mijnwerkers door een volgelopen mijngang.

## 19e eeuw

### 1800-1809
- 1800
  - 13 januari – Het zeilschip Sally, uit het Engelse Whitby, vergaat in de Millburn Geo op de oostzijde van Bressay. 8 opvarenden worden gered, doch 7 verdrinken.
- 1804
  - januari – HMS York vaart op de Bell Rock, een kleine rots, bij de kust van Angus. Het schip en zijn 491 opvarenden gaan verloren.
  - februari – 6 doden bij een mijnbrand in Renfrew.
- 1805
  - 22 april – Door een mijnexplosie in Hurlet komen 13 mijnwerkers om het leven.
- 1809
  - 16 augustus – Op de Dornoch Firth bij Bonar Bridge slaat een overvolle veerboot om. Hierbij komen 99 mensen om het leven.

### 1810-1819
- 1810
  - 12 juli – Mijnramp in de mijn Grange Colliery. Hierbij vallen 17 doden.
  - 10 november – Een plezierboot kapseist op het Paisley and Johnstone Canal. Deze ramp kost aan 84 mensen het leven.
  - – Vergaan van de Noorse Gratis uit Drammen op Aithsvoe, Cunningsburgh. 14 doden, 5 geredden.
- 1814
  - 18 december – Het zeilschip Nuestra Senora De Rosario vergaat in de St Magnus Baai. 14 doden.
- 1817
  - 1 maart – Mijnramp in de mijn Leadhills. Hierbij vallen 7 slachtoffers.
- 1818
  - 2 mei – 5 mijnwerkers verdrinken wanneer een mijngang volloopt in de mijn Quarrelton.
  - 24 september – Het zeilschip Nika uit het Pruisische Memel (nu Klaipeda, Litouwen) vergaat op de zuidwestkust van Cumliewick, Sandwick. Van de 15 opvarenden kunnen er 2 worden gered.
- 1819
  - 15 juli – Drie vissersschepen vergaan in de Papa Stour tussen de Shetlandeilanden. Hierbij komen 16 mannen om.

### 1820-1829
- 1825
  - 28 februari – Het Amerikaanse zeilschip Resolution vergaat bij Cross Geo, Haroldswick, Unst. 17 doden.
  - 21 oktober – De radarstoomboot Comet zinkt voor Gourock. 62 opvarenden verdrinken.

### 1830-1839
- 1830
  - 13 februari – Bij een mijnramp in de buurt van Whifflet komen 5 mensen om.
  - juni – Zuidoostelijk van de Shetlandeilanden vergaan zes vissersboten, waarbij 30 bemanningsleden verdrinken.
  - 27 juli – Bij een mijnramp bij Bannockburn komen 6 mijnwerkers om het leven.
- 1832
  - 16 juli – Grote Shetland-storm. 17 boten vergaan, 105 opvarenden verdrinken.
- 1839
  - 12 augustus – In de mijn Househillwood bij Barrhead vallen door een instorting 13 doden.

### 1840-1849
- 1841
  - 16 maart – In de mijn Quarter bij Hamilton komen door een zware explosie 11 mannen om.
- 1846
  - 22 september – Explosie in de mijn Bogles Hole Pit bij Tollcross. 6 doden.
- 1848
  - 19 januari – Bij het eiland Noss vergaat het Duitse schip Concordia uit Emden. 10 doden, 2 geredden.
  - 18 augustus – Grote vissersramp in de Moray Firth. Tijdens een zware storm komen circa 100 vissers om het leven.
- 1849
  - 13 augustus – In de mijn Wishaw Colliery explodeert mijngas. Hierdoor komen 9 mensen om.
  - 17 februari – Er breekt totale paniek uit in het Theatre Royal te Glasgow. In het gedrang komen 65 mensen om.

### 1850-1859
- 1850
  - 1 juni – Een radarstoomboot onderweg van Liverpool naar Glasgow zinkt bij Portpatrick Lighthouse in Wigtownshire. 50 opvarenden verdrinken.
  - 23 juli – In de mijn Commonhead bij Airdrie vindt een zware explosie plaats. 17 doden.
  - 6 december – In de Netherton Colliery bij Maryhill komen 5 mijnwerkers om het leven.
- 1851
  - 15 maart – Mijnramp in de mijn Victoria coal pit te Nitshill. 63 mensen komen hierbij om door een zware explosie.
- 1853
  - 14 januari – Een kleine vissersboot vergaat in het zicht van Clumlie Baa op Dunrossness. 7 opvarenden verdrinken.
  - 28 september – Scheepsramp bij het eiland Vatersay, een van de Buiten-Hebriden[2]. De Annie-Jane vergaat, waarbij 348 opvarenden verdrinken.
  - 29 november – Mijnongeluk in de mijn Cowdenbeath Colliery. Hierbij vallen 5 doden.
  - 13 december – 5 doden na mijnongeluk bij Garscube. De oorzaak is een explosie van mijngas.

### 1860-1869
- 1860
  - 23 oktober – Door een volgelopen mijngang verdrinken 5 mijnwerkers in de mijn Benstone bij Johnstone.
- 1861
  - 7 augustus – Een brand in de mijn Dykehead kost aan 12 mensen het leven.
- 1862
  - 13 oktober – Treinongeluk te Winchburgh in Linlithgowshire. 15 doden en 35 gewonden.

### 1870-1879
- 1870
  - 9 april – Een brand in de mijn Starlaw Shale Pit bij Bathgate kost aan 8 mijnwerkers het leven.
- 1872
  - 2 oktober – Treinongeluk op het station van Kirtlebridge tussen Dumfries en Galloway. 12 doden.
- 1874
  - 27 januari – Spoorwegongeluk bij Falkirk op de Slamannan and Borrowstounness Railway. 16 doden en 28 gewonden.
- 1875
  - 5 april – Een veerboot over de Dee bij Aberdeen zinkt met ongeveer 70 mensen aan boord. 32 van hen verdrinken.
  - 15 mei – Vijf vissers uit Eswick op Nesting verdrinken wanneer hun boot kapseist bij Kirkabister.
- 1876
  - 30 september – Een boiler explosie in een mijn bij Dunfermline kost 5 mensen het leven. Volgens andere bronnen 4.
  - 7 december – Het zeilschip Queen Victoria vergaat bij de Out Skerries. 10 doden.
- 1877
  - 22 oktober – Blantyre mining disaster. Een zware explosie in de William Dixon's Blantyre Colliery kost aan 207 mijnwerkers het leven. Andere bronnen spreken over 215 slachtoffers.[3]
- 1878
  - 5 maart – Een kleiner ongeluk in het rampstadje Blantyre. Er vallen 6 doden. Drie dagen later komen in de mijn Barrwood bij Kilsyth 17 mijnwerkers om.
- 1879
  - 2 juli – Opnieuw wordt Blantyre zwaar getroffen. Ditmaal komen 28 mijnwerkers om het leven.
  - 28 december – Tay Rail Bridge disaster. Tijdens een zware storm stort de brug in, terwijl juist een trein over de brug rijdt. Deze ramp met de Tay Bridge kost aan 75 inzittenden het leven.

### 1880-1889
- 1880
  - 26 mei – Bij Rockall vergaat het Shetlandse vissersschip Spell, met alle 14 opvarenden.
  - 10 oktober – Een scheepsramp bij de Shetlandeilanden eist 5 levens. De Mary vergaat tussen Yell en Fetlar
- 1881
  - 20 juli – De ramp van Gloup. In deze vissersgemeenschap komen 58 mensen om, wanneer een zware storm diverse schepen laat zinken.
  - 14 oktober – Black Friday in Eyemouth. Tijdens een zware storm komen 129 vissers uit dit dorp om het leven. In totaal komen door deze storm 189 Schotse vissers om.
- 1882
  - 27 november – Een ijzeren spoorbrug tussen Auchterless en Fyvie stort in. Hierbij komen 8 mensen om het leven.
- 1883
  - 3 juli – Op een scheepswerf in Glasgow kapseist een schip, waarbij 124 mensen omkomen.
  - 12 december – Vergaan van de SS Liverpool nabij het eiland Skye. 19 doden.
- 1884
  - 24 mei – Mijnongeluk bij Niddrie. 7 doden.
- 1887
  - 28 mei – Udston mining disaster. Deze zeer grote mijnramp kost aan 73 mijnwerkers het leven. De oorzaak is een explosie.
  - 9 december – Vissersramp na grote storm op de Shetlandeilanden. 5 schepen vergaan, 17 opvarenden keren nooit meer terug op de eilanden.
- 1889
  - 5 september – Grote mijnramp bij Mauricewood vlak bij Penicuik. Hierbij vallen 63 doden.[4]

### 1890-1899
- 1893
  - 18 november – Vergaan van de SS River Garry tijdens stormweer op de oostkust. 19 doden.
- 1894
  - 22 december – In de zeestraat tussen Schotland en Noord-Ierland vergaat de SS Oswald. 20 opvarenden verdrinken.
- 1895
  - 26 april – Bij een explosie in de mijn Quarter Colliery te Denny komen 13 mijnwerkers om het leven.
  - 31 mei – Een brand in de mijn Kinnedar Colliery kost aan 9 mensen het leven.
  - 2 augustus – Door een volgelopen mijngang verdrinken 9 arbeiders bij Auchenharvie.
- 1897
  - 2 augustus – Door een volgelopen mijngang verdrinken 6 arbeiders in de Devon Colliery.
  - Vissersramp op Fair Isle. 8 doden.
- 1898
  - 9 december – Bij een explosie in de mijn Drumley bij Tarbolton, Ayrshire komen 7 mijnwerkers om het leven.
- 1893
  - Vergaan van de Maria Charlotte bij de Shetlandeilanden. 8 doden.

## 20e eeuw

### 1900-1909
- 1900
  - 23 maart – Treinongeluk in Glasgow. 7 doden.
  - 17 augustus – Bij een explosie in de mijn Nursery Pit, Kilmarnock komen 6 mijnwerkers om het leven.
  - 21 december – De dorpsgemeenschap van het dorp Firth op de Shetlandeilanden krijgt een zware slag als tijdens een storm 22 dorpsbewoners om het leven komen.
- 1901
  - 15 februari – Een brand in de mijn Hill of Beath kost aan 7 mensen het leven.
  - 26 augustus – Door een volgelopen mijngang verdrinken 9 arbeiders bij Donibristle.
- 1902
  - 22 januari – De trawler Jupiter uit Hull vergaat met 9 opvarenden bij Whalsay.
  - 5 april – Eerste Ibrox-ramp in het Ibrox Stadium te Glasgow. Een deel van de tribune stort in, waarbij 25 mensen omkomen.
- 1903
  - 27 juli – Treinramp op het St. Enoch treinstation in Glasgow. 16 doden en 64 gewonden.
- 1904
  - 28 juni – Bij Rockall, een kleine rotspunt in de noordelijke Atlantische Oceaan, vergaat het SS Norge. Hierbij komen 635 mensen om het leven.
- 1906
  - 19 juli – Een zware zomerstorm treft de vissersvloot van de Shetlandeilanden. 10 vissers verdrinken.
  - 28 december – Treinramp tussen de treinstations van Arbroath en Carnoustie. 22 doden en 8 gewonden.
- 1909
  - 10 december – Een mijngang van de mijn Caprington loopt vol water. Hierbij verdrinken 10 arbeiders.

### 1910-1919
- 1910
  - 19 januari – 8 mijnwerkers vallen meer dan 1000 voet naar beneden in een mijn nabij Hattonrigg en vinden hierbij de dood.
- 1913
  - 3 augustus – Grote brand in Cadder. Hierbij komen 22 mensen om het leven.
- 1914
  - 18 juni – Treinongeluk in Carrbridge. 5 doden en 10 gewonden.
- 1915
  - 22 mei – De spoorwegramp bij Quintinshill, de grootste spoorwegramp uit de Britse geschiedenis. Hierbij komen 226 mensen om het leven.
  - 24 december – GY.754 Cameo loopt aan de grond op de oostkust van Schotland. 12 doden
  - 30 december – Het magazijn van de HMS Natal explodeert, wanneer het schip is gelegen voor Cromarty. 421 doden.
- 1916
  - 26 april – In een mijn bij Neilsland komen 5 mijnwerkers om door een instorting.
- 1917
  - 3 januari – Treinongeluk op het Ratho Station te Edinburgh. 12 doden en 46 gewonden.
  - 1 maart – De Noorse stoomboot SS Gurre zinkt in de buurt van Lerwick. 19 doden.
  - 21 maart – De SS Najade uit Kristiania (Oslo) wordt tot zinken gebracht bij Fair Isle. Hierbij komen 21 mensen om.
  - 25 maart – Rond de Shetlandeilanden worden 3 koopvaardijschepen tot zinken gebracht door Duitse onderzeeboten. 48 doden.[5]
  - 17 april – De Deense Robert zinkt bij Fair Isle. 8 opvarenden verdrinken.
  - 17 april – De GY-1000 Bel Lily uit Grimsby zinkt na een mijnexplosie bij Peterhead. 8 opvarenden verdrinken.
  - 18 juni – De vistrawler Bega zinkt bij Muckle Flugga. 7 doden.
  - 9 juli – In de Scapa Flow explodeert het schip HMS Vanguard. Het schip zinkt zeer snel. 804 mensen verliezen het leven bij deze zeer grote tragedie. 2 opvarenden overleven de ramp.
  - 9 augustus – Bij Muckle Flugga wordt de Britse SS Blagdon tot zinken gebracht. 12 doden.
  - 12 september – Bij Bressay Lighthouse wordt de stoomvistrawler Asia uit Hull tot zinken gebracht. 7 doden.
  - 18 september – Bij Muckle Flugga wordt de Britse SS Aigwan, komende vanaf Archangelsk tot zinken gebracht. 18 doden.
- 1918
  - 7 mei – Het stoomschip Saxon, onderweg van Odda, Noorwegen naar Leith, Schotland wordt nabij Fair Isle tot zinken gebracht. Hierbij vallen 22 doden.
  - 9 juli – In de mijn Stanrigg & Arbuckle komen door verstikking 19 mijnwerkers om het leven.
- 1919
  - 1 januari – De Iolaire zinkt in de The Minch, de zeestraat tussen Schotland en de Buiten-Hebriden. Het zeilschip loopt op de rotsen The Beasts of Holm, nabij de haveningang van Stornoway. Maar liefst 205 van de 280 opvarenden komen hierbij om het leven, waarmee het een van de grootste Britse zeerampen in vredestijd is.
  - 21 juni – De door de Britten in beslag genomen Duitse vloot wordt moedwillig tot zinken gebracht door de bemanning. 52 van de 74 schepen zinken. Hierbij komen ook 9 Duitse matrozen om het leven.

### 1920-1929
- 1922
  - 1 januari – GY.633 Fresia loopt aan de grond op de Orkney-eilanden. 12 doden.
  - 13 juli – Explosie in de mijn East Plean. 12 doden.
- 1923
  - 28 juli – Explosie in de mijn Gartshore. Hierbij vallen 8 doden.
  - 25 september – In Redding loopt een mijngang vol water. Maar liefst 40 arbeiders verdrinken hierbij.
- 1924
  - 28 maart – Mijnongeluk in de mijn Robroyston. 5 doden.
- 1929
  - 31 december – Glen Cinema Disaster. Bij deze brand komt een groot aantal mensen om het leven, namelijk 71. De slachtoffers zijn meest kinderen.

### 1930-1939
- 1930
  - 28 maart – Het vissersschip A178 (Ben Doran) vergaat op de Ve Skerries. 9 bemanningsleden komen om.
  - 30 augustus – Mijnongeluk in de mijn Auchinraith. 6 doden.
- 1931
  - 22 januari – Mijnongeluk in de mijn Auchengeich. 6 doden.
  - 31 oktober – Explosie in de mijn Bowhill eist 10 slachtoffers.
- 1932
  - 16 november – Mijnongeluk in de mijn Cardowan bij Stepps. 11 doden.
- 1934
  - 14 augustus – Explosie in de mijn Rosehall. 5 doden.
  - 6 september – Treinongeluk bij de Port Eglinton Junction in Glasgow. 9 doden.
- 1936
  - 18 februari – De GY.77 Merrivale vergaat in de Pentland Firth. De 10 opvarenden verdrinken.
  - 21 maart – Door een instorting in de mijn Bardykes komen 5 arbeiders om het leven.
- 1937
  - 13 januari – Twee reddingsboten op weg naar een Fins schip in nood kapseizen in slecht weer in de Pentland Firth tussen Schotland en de Orkney-eilanden. Hierbij verdrinken 32 redders.
  - 10 december – Treinramp in Castlecary, als gevolg van zeer slecht weer. 37 doden en 179 gewonden.
- 1938
  - 28 januari – Bij de Orkney-eilanden vergaat de GY.241 Leicestershire. 16 doden.
  - 30 januari – Brand in een mijn bij Drumbeck. 9 doden.
- 1939
  - 8 oktober – Het Zweedse schip Vistula wordt bij de Shetlandeilanden tot zinken gebracht. Een boot met overlevenden komt aan wal, een andere boot met 10 opvarenden verdwijnt spoorloos.
  - 14 oktober – In de nacht van 13 op 14 oktober wordt het Britse slagschip HMS Royal Oak getorpedeerd door U-boot U-47 van commandant Günther Prien in Scapa Flow, de thuishaven van de Royal Navy. De Royal Oak zinkt in dertien minuten en 833 Britse mariniers komen om het leven. De U-47 ontsnapt en Günther Prien zal later als een held aankomen in Wilhelmshaven.
  - 28 oktober – Zware explosie in een mijn bij Valleyfield. Hierbij vallen 35 doden.

### 1940-1949
- 1940
  - 18 januari – De Britse SS Polzella wordt bij Muckle Flugga getorpedeerd. De gehele 37-koppige bemanning komt daarbij om.
  - 27 januari – Scheepsramp met het Deense Fredensborg. 20 doden.
  - 4 februari – De Noorse D/S Hop of Bergen zinkt bij de Shetlandeilanden. 17 doden. Ook de Britse Leo Dawson wordt deze dag tot zinken gebracht. Daarbij komen 35 mensen om.
  - 11 februari – De Zweedse Orania of Frederika, wordt door de U 50 bij de Shetlandeilanden tot zinken gebracht. 14 van de 24 opvarenden komen om.
  - 18 februari – Een Panamees stoomschip wordt bij de Shetlandeilanden tot zinken gebracht. 17 doden.
  - 12 april – Het Britse SS Stancliffe, komende vanaf Narvik zinkt 45 mijlen noordoost van Unst. 22 van de 38 bemanningsleden verdrinken.
  - 30 oktober – De IJslandse trawler Bragi heeft bij de Shetlandeilanden een aanvaring met het Britse schip Duke of York. 10 van de 13 opvarenden verdrinken als hun schip zinkt.
- 1941
  - 14 maart – Blitz op Clydebank bij Glasgow. De stad wordt volledig verwoest. Niet minder dan 528 inwoners komen bij deze tragedie om het leven.[6]
  - 6 mei – Greenock Blitz. 280 doden en circa 1200 gewonden. Van de 18.000 woningen worden er circa 1000 verwoest en raken er circa 10.000 beschadigd.
- 1942
  - 19 januari – Crash van een Catalina vliegboot bij de Shetlandeilanden. Van de 10 bemanningsleden komen er 7 om het leven.
- 1943
  - 27 maart – Als gevolg van een inwendige explosie zinkt de HMS Dasher in de Firth of Clyde. 379 van de 528 opvarenden komen hierbij om het leven.
  - 21 juli – Zwaar Duits bombardement op Aberdeen. 97 burgers en 27 militairen komen om het leven. Honderden mensen raken gewond en 9668 huizen raken beschadigd.[7]
  - 30 september – Op weg van Reykjavik naar Glasgow stort een Amerikaanse Lockheed neer bij Arran Island. 7 doden.
  - 22 november – Een grote explosie op het Britse MTB 686 - Clarke’s Story, wanneer het schip gelegen is in de baai North Ness, Lerwick. 8 doden.
- 1944
  - 27 juli – Bij de Shetlandeilanden stort een Canadian Vickers PBV-1A Canso neer. 7 doden. Diezelfde dag nog stort bij Port Logan ook een militair vliegtuig neer. Hierbij komen 22 mensen om het leven.
  - 28 augustus – Een Douglas C-54A-1-DC van USAAF stort neer bij Glasgow-Prestwick Airport. De 20 inzittenden komen om het leven en ook op de grond komen nog 5 mensen om.
- 1947
  - 10 januari – Mijnongeluk in Burngrange. Door een explosie komen 15 mijnwerkers om het leven.
- 1948
  - 21 juli - Een bommenwerper van de MLD vliegt tegen een berg in Schotland. 6 Nederlandse doden.[8]
  - 20 oktober - Vliegtuigcrash te Prestwick, Schotland, 40 doden, allen Nederlanders.

### 1950-1959
- 1950
  - 1 augustus – Treinongeluk in de wijk Cowlairs te Glasgow. 5 doden en 10 gewonden.
  - 7 december – Knockshinnoch Disaster. Deze mijnramp kost aan 13 mijnwerkers het leven. 116 ingesloten mijnwerkers kunnen na 3 dagen worden gered.
- 1952
  - 8 oktober – Een Avro Shackleton stort neer in zee bij Tarbat Ness. Alle 14 inzittenden komen hierbij om het leven.
- 1953
  - 1 februari - Bij Borve op Lewis slaat de veerboot Clan MacQuarrie op de rosten waarbij 133 passagiers en bemanningsleden om het leven zijn gekomen.
  - 18 september – Vergaan van de GY.99 Hassett bij Aukeingill, 10 mijl boven Wick. Hierbij vallen 5 doden.
  - 11 december – Een Avro Shackleton stort neer bij Argyll. Alle 10 inzittenden komen hierbij om het leven.
- 1954
  - 25 december – Een Boeing 377 van BOAC stort neer bij Glasgow-Prestwick Airport. 28 doden.
- 1957
  - 19 november – Mijnongeluk in de mijn Kames. Hierbij vallen 17 doden door een zware explosie.
  - 14 december – Ongeluk in de mijn Lindsay. Hierbij vallen 9 doden, eveneens door een explosie.
  - 23 december – Voor de ogen van de redders zinkt een schip op de Noordzee, noordwestelijk van Peterhead. Hierbij komen 28 opvarenden om het leven.[9]
- 1959
  - 18 september – Mijnongeluk in Auchinloch. Door een explosie komen 47 mijnwerkers om het leven.
  - De trawler Davy H-213 vergaat bij de vuurtoren van Skerryvore. 19 opvarenden verdrinken.[10]

### 1960-1969
- 1960
  - 23 juni – Explosie in fabriek in Bishopton. Naast de grote beschadigingen aan de gebouwen, komen 6 medewerkers om het leven.[11]
- 1961
  - 27 januari – De Russische vistrawler Olenek SRTR9505, zinkt bij Outsta Ness bij de Ness of Houlland, North Yell. 13 bemanningsleden worden gered, maar er komen eveneens 13 bemanningsleden om het leven.
- 1967
  - 9 september – Mijnongeluk in de mijn Michael bij Fife. Hierbij vallen 9 doden door een ondergrondse brand.
  - 21 december – Bij Creag Bhan stort een militair vliegtuig (AvroShackleton MR.3) van de RAF neer. 13 doden.
- 1968
  - 19 april – Bij Glenmanuilt Hill op het schiereiland Mull of Kintyre stort een militair vliegtuig van de RAF neer. 11 doden.

### 1970-1979
- 1971
  - 21 oktober – Grote brand en explosie in een winkelcentrum in Clarkston, een stad in de buurt van Glasgow. Hierbij vallen 22 doden.
  - 2 januari – Tweede Ibrox-ramp in het Ibrox Stadium te Glasgow. Een trapleuning begeeft het tijdens de Old Firm, waarbij 66 mensen omkomen.
- 1973
  - 10 mei – Een instorting in de mijn Seafeld. Hierbij vallen 5 doden.
- 1979
  - 16 april – Treinongeluk in de Paisley Gilmour Street te Glasgow. Een trein ontspoort en komt in aanrijding met een andere trein. 7 doden en 3 gewonden.
  - 31 juli – Op Sumburgh Airport op de Shetlandeilanden stort een Avro 748-105 Srs. 1 van Dan-Air Services neer. 17 van de 47 inzittenden komen daarbij om.
  - 22 oktober – Treinongeluk in Invergowrie. Een trein ontspoort en komt in aanrijding met een andere trein. Verschillende wagons komen in zee terecht. 5 doden en 51 gewonden.

### 1980-1989
- 1983
  - 8 december – Bij het vliegveld van Stornoway op de Buiten-Hebriden stort een Cessna neer. 10 doden.
- 1984
  - 30 juli – Treinramp in Falkirk. 13 doden en 61 gewonden.
- 1986
  - 6 november – Een Chinook helikopter met arbeiders van een booreiland stort neer bij Sumburgh Airport op de Shetlandeilanden. 43 passagiers en 2 bemanningsleden komen om.
- 1988
  - 6 juli – Grote brand op het olieboorplatform Piper Alpha, 190 kilometer oostelijk van Aberdeen. Hierbij vallen maar liefst 167 doden. Een zestigtal mensen overleefden de ramp door in het water te springen of langs touwen naar beneden te klimmen.
  - 21 december – Nabij het plaasje Lockerbie stort een Pan-Am toestel neer, de Lockerbie-aanslag. Hierbij vallen maar liefst 270 doden, onder wie 11 inwoners van het stadje. Pan Am vlucht 103, een Boeing 747 met de naam Clipper Maid of the Seas, was onderweg van Frankfurt naar New York en had zojuist een tussenlanding gemaakt in Londen. Even na zeven uur 's avonds verdween het vliegtuig van de radar. Het vloog op dat moment op tien kilometer hoogte, en werd door een explosie in het bagageruim uiteengereten. Een brandende vleugel (waar in dergelijke vliegtuigen de kerosine zit) kwam neer in een woonwijk, waardoor ook op de grond slachtoffers vielen.

### 1990-1999
- 1993
  - 27 mei – Een Lockheed Hercules C.3P van de RAF stort neer bij Blair Athol. 9 doden.
- 1994
  - 2 juni – Een Chinook-helikopter van de RAF stort neer bij Mull of Kintyre. Hierbij komen 29 mensen om het leven.
- 1996
  - 13 maart – Drama van Dunblane. 18 doden.

## 21e eeuw

### 2000-2009
- 2004
  - 11 mei – Ontploffing in de Stockline Plastics factory in Woodside, een deel van Glasgow. Een vier verdiepingen hoog gebouw stort in. 9 mensen komen om.
- 2009
  - 1 april – Een Eurocopter AS 332L2 Super Puma Mk2 van Bond Offshore Helicopters stort in de Noordzee bij Peterhead. De 16 inzittenden sterven bij dit ongeval.